# 別伊涅烏區
45°19′48″N 55°11′24″E / 45.33000°N 55.19000°E

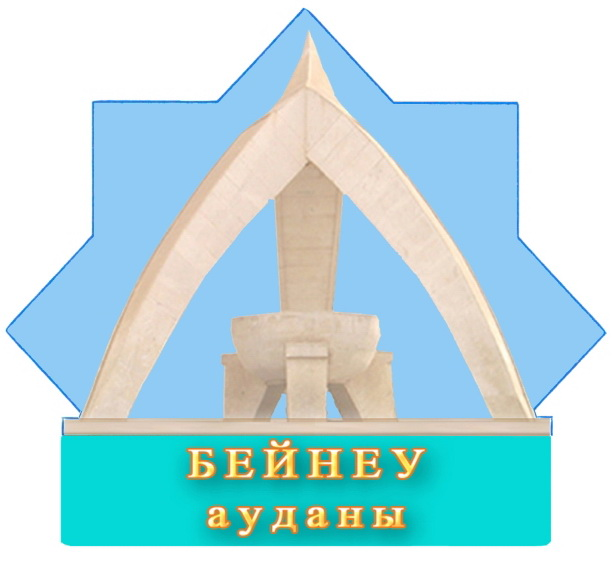

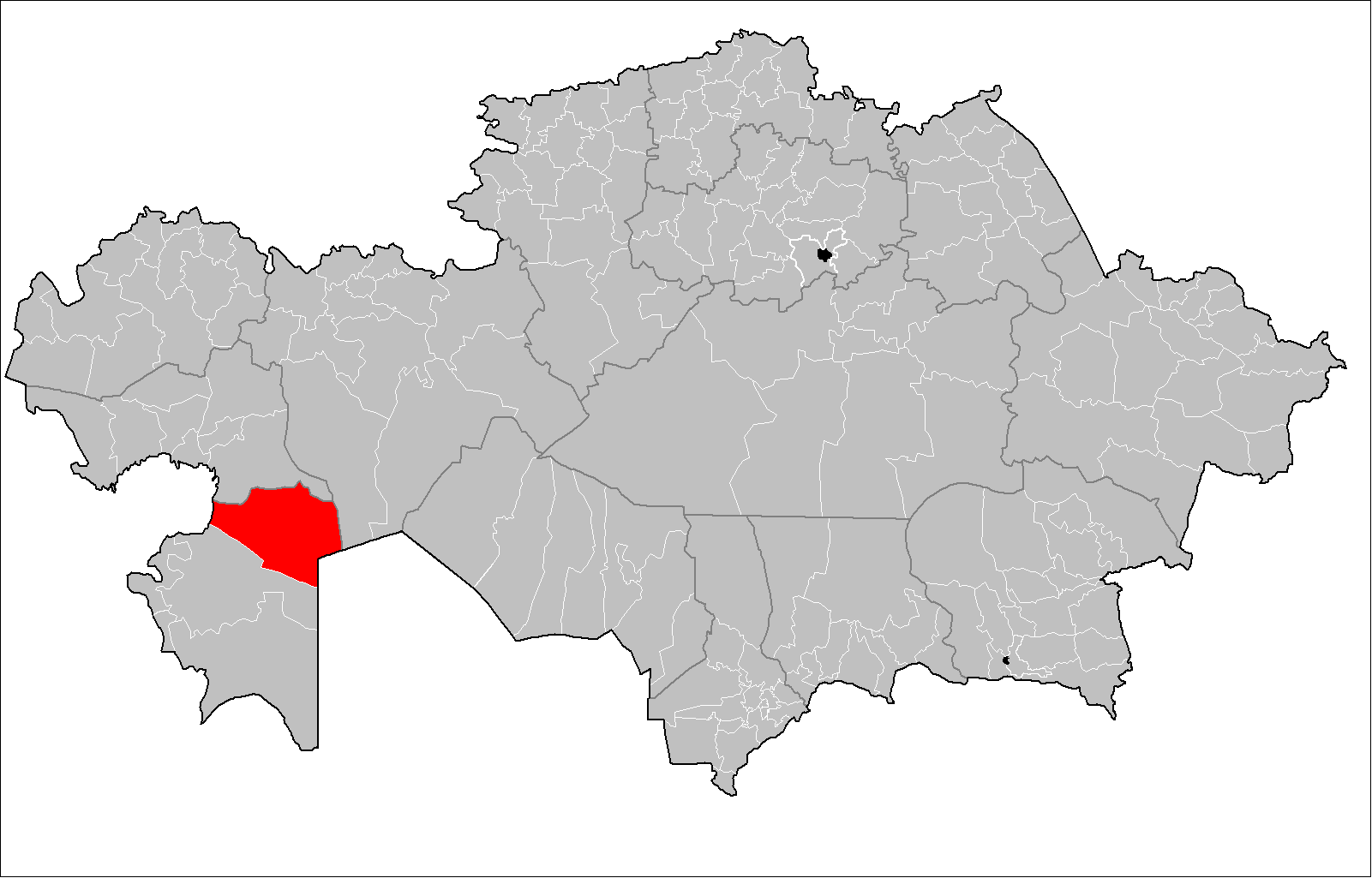

別伊涅烏區（Beyneu District）是哈薩克斯坦的行政區，位於該國西南部，由曼吉斯套州負責管轄，首府設於別伊涅烏，始建於1973年，面積40,519平方公里，2019年人口69,639。